# العلاقات السويسرية الفيجية
العلاقات السويسرية الفيجية هي العلاقات الثنائية التي تجمع بين سويسرا وفيجي.

## مقارنة بين البلدين
هذه مقارنة عامة ومرجعية للدولتين:
| وجه المقارنة                                              | سويسرا                                                                                      | فيجي                                                                 |
| --------------------------------------------------------- | ------------------------------------------------------------------------------------------- | -------------------------------------------------------------------- |
| المساحة (كم2)                                             | 41.28 ألف                                                                                   | 18.27 ألف                                                            |
| عدد السكان (نسمة)                                         | 8.21 مليون                                                                                  | 915.30 ألف                                                           |
| الكثافة السكانية (ن./كم²)                                 | 198.89                                                                                      | 50.1                                                                 |
| العاصمة                                                   | برن                                                                                         | سوفا                                                                 |
| اللغة الرسمية                                             | اللغة الألمانية، اللغة الإيطالية، لغة فرنسية، اللغة الرومانشية، الألمانية السويسرية الموحدة | لغة إنجليزية، اللغة الفيجية، اللغة الفيجي الهندية، اللغة الهندستانية |
| العملة                                                    | فرنك سويسري                                                                                 | دولار فيجي                                                           |
| الناتج المحلي الإجمالي (بليون دولار)                      | 678.89 مليار                                                                                | 5.06 مليار                                                           |
| الناتج المحلي الإجمالي (تعادل القوة الشرائية) بليون دولار | 518.07 مليار                                                                                | 8.32 مليار                                                           |
| الناتج المحلي الإجمالي الاسمي للفرد دولار أمريكي          | 80.94 ألف                                                                                   | 4.96 ألف                                                             |
| الناتج المحلي الإجمالي للفرد دولار أمريكي                 | 59.54 ألف                                                                                   | 8.79 ألف                                                             |
| مؤشر التنمية البشرية                                      | 0.930                                                                                       | 0.727                                                                |
| رمز المكالمات الدولي                                      | +41                                                                                         | +679                                                                 |
| رمز الإنترنت                                              | .ch، .swiss ‏                                                                                | .fj                                                                  |
| المنطقة الزمنية                                           | توقيت وسط أوروبا، ت ع م+01:00، ت ع م+02:00، أوروبا/زيورخ ‏                                   | ت ع م+12:00                                                          |

## منظمات دولية مشتركة
يشترك البلدان في عضوية مجموعة من المنظمات الدولية، منها:
| علم المنظمة | اسم المنظمة                               | تاريخ انضمام سويسرا | تاريخ انضمام فيجي |
| ----------- | ----------------------------------------- | ------------------- | ----------------- |
|             | مؤسسة التمويل الدولية                     | 29 مايو 1992        | 12 يوليو 1979     |
|             | منظمة حظر الأسلحة الكيميائية              | ?                   | ?                 |
|             | يونسكو                                    | 28 يناير 1949       | 14 يوليو 1983     |
|             | الاتحاد الدولي للاتصالات                  | 1866                | 5 مايو 1971       |
|             | الأمم المتحدة                             | 10 سبتمبر 2002      | 13 أكتوبر 1970    |
|             | منظمة الشرطة الجنائية الدولية             | ?                   | ?                 |
|             | البنك الدولي للإنشاء والتعمير             | 29 مايو 1992        | 28 مايو 1971      |
|             | الاتحاد البريدي العالمي                   | ?                   | ?                 |
|             | مؤسسة التنمية الدولية                     | 29 مايو 1992        | 29 سبتمبر 1972    |
|             | منظمة التجارة العالمية                    | ?                   | ?                 |
|             | بنك التنمية الآسيوي                       | 1967                | 1970              |
|             | المركز الدولي لتسوية المنازعات الاستشارية | 14 يونيو 1968       | 10 سبتمبر 1977    |
|             | وكالة ضمان الاستثمار متعدد الأطراف        | 12 أبريل 1988       | 24 سبتمبر 1990    |

## وصلات خارجية
- موقع وزارة الخارجية السويسرية
- موقع وزارة الخارجية الفيجية